# بايراه تشل منار (للر وكتك)
بايراه تشل منار (بالفارسية: پایراه چال منار) هي منطقة سكنية تقع في إيران في قسم للر وكتك الريفي. يقدر عدد سكانها بـ 56 نسمة بحسب إحصاء 2016.